# Clã Asahina
O clã Asahina (朝比奈氏) foi um clã do Japão durante o Período Sengoku que serviu ao clã Imagawa da Província de Suruga como vassalo. São conhecidas duas genealogias do clã. Uma delas diz remeter ao clã Fujiwara. A outra afirma que o clã descende de Wada Yoshimori; seu terceiro filho Yoshihide adotou o nome "Asahina".